# A Most Unusual Camera
A Most Unusual Camera is een aflevering van de Amerikaanse televisieserie The Twilight Zone. Het scenario werd geschreven door E. Jack Neuman.

## Plot

### Opening
A hotel suite, that in this instance serves as a den of crime. The aftermath of a rather minor event to be noted on a police blotter, an insurance claim, perhaps a three-inch box on page twelve of the evening paper. Small addenda to be added to the list of the loot: A camera. A most unimposing addition to the flotsam and jetsam that it came with. Hardly worth mentioning really, because cameras are cameras. Some expensive, some purchasable at five-and-dime stores. But this camera, this one's unusual, because in just a moment we'll watch it inject itself into the destinies of three people. It happens to be a fact that the pictures that it takes can only be developed in The Twilight Zone.
— Rod Serling

### Verhaal
Twee dieven, Chester en Paula, beroven een winkel en stelen hierbij onder andere een vreemde fotocamera. Al snel ontdekken de twee dat de foto’s die de camera maakt de toekomst laten zien; vijf minuten in de toekomst om precies te zijn. Wanneer Paula’s broer Woodward, die uit de gevangenis is ontsnapt, van de camera hoort, komt Chester met een plan om snel rijk te worden. Het trio gaat met de camera naar het paardenrennen en gebruikt de foto’s om te voorspellen welk paard er zal winnen. Op die manier kunnen ze telkens op de winnaar inzetten en verdienen ze met gemak een groot geldbedrag.
Terug in hun hotel ontdekt de Franse ober de camera en ontdekt ook een vreemde tekst op de zijkant die het trio wel was opgevallen, maar waar ze de betekenis niet van kenden: "dix à la propriétaire". Blijkbaar kan de camera maar 10 foto’s per eigenaar maken. Dankzij hun vele foto’s bij de racebaan hebben ze nog maar 2 foto’s over.
Al snel ontstaat er onenigheid tussen de drie over hoe ze hun laatste twee foto’s kunnen gebruiken. Bij de worsteling maken ze per ongeluk een foto, waarop een doodsbange Paula te zien is. De twee mannen vallen in de worsteling uit het raam en overleven hun val niet. Paula pakt de camera en maakt met de laatste foto een foto van de twee dode mannen beneden. Vervolgens pakt ze het geld en wil uitchecken. Bij het uitchecken ontdekt de ober dat op Paula’s laatste foto meer dan twee lijken te zien zijn. Verbaasd haast Paula, zich terug naar het raam, maar struikelt en valt ook uit het raam. Nadat de ober, die haar achterna was gerend en ziet wat er gebeurd is, opnieuw de lijken op de foto telt en constateert dat er vier lijken op de foto te zien zijn, valt hij van schrik ook uit het raam. Derhalve komen er inderdaad vier lijken in de tuin te liggen. De camera blijft achter in de hotelkamer, wachtend op zijn volgende eigenaar.

### Slot
Object known as a camera, vintage uncertain, origin unknown. But for the greedy, the avaricious, the fleet of foot who can run a four-minute mile so long as they're chasing a fast buck, it makes believe that it's an ally, but it isn't at all. It's a beckoning come-on for a quick walk around the block in the Twilight Zone. 
— Rod Serling

## Rolverdeling
- Fred Clark : Chester
- Jean Carson : Paula
- Adam Williams : Woodward
- Marcel Hillaire : ober

## Trivia
- Het boek “Say Cheese and Die!” (in Nederland uitgebracht als “De Toekomst in Beeld”) van schrijver R.L. Stine volgt een soortgelijk verhaal. Ook dit boek draait om een camera waarvan de foto’s de toekomst laten zien. Verschil is dat de toekomst die deze camera toont altijd iets naars is, en dat niet bekend is hoe ver in de toekomst het scenario van de foto plaats zal vinden.
- Marvel Hillaire speelde later ook mee in The New Exhibit.
- De aflevering is verkrijgbaar op volume 19 van de dvd-set.
- De camera uit deze aflevering is te zien in de attractie The Twilight Zone Tower of Terror onder een kaart waarop de naam van deze aflevering staat.